# Раппе, Эмми Каролина
Эмми Каролина Раппе (швед. Emmy Carolina Rappe, 14 февраля 1835 — 1896) — шведская медсестра и директор школы сестёр милосердия. Одна из пионеров и родоначальников системы обучения медицинских сестёр в Швеции.
Родилась в знатной семье барона Адольфа Фредерика Раппе и Ульрики Катарины Вильгельмины Хаммаршёльд. Была признана подходящей кандидатурой среди тех, кто мог бы основать в Швеции собственную школу для обучения профессиональных сестёр милосердия, для чего в 1866 году её отправили учиться в Школу сестёр милосердия и акушерок Флоренс Найтингейл при больнице Святого Фомы в Лондоне.
В 1867-м году вернулась в Швецию, обучалась в Сальгренской больнице (Sahlgrenska sjukhuset) и в других клиниках Стокгольма, после чего её назначили главной медсестрой и директором незадолго до этого открытой школы сестёр милосердия в Уппсале. В 1877 году перевелась в центральную больницу Уппсалы. После выхода на пенсию в 1886 году занималась инспектированием больниц.
Удостоена золотой медали за выдающиеся заслуги в шведской культуре — Иллис Кворум (1895).